# Smithwick's
Smithwick's è una azienda produttrice di birra molto antica di Kilkenny, in Irlanda, che dà il nome anche al suo prodotto principale.

## La birra
La Smithwick's Draught è una birra rossa (irish red ale) originaria di Kilkenny, in Irlanda.
Dai primi anni sessanta fino a metà degli anni ottanta, la Smithwick's era probabilmente la seconda birra per popolarità in Irlanda dopo la Guinness. Ad oggi è ancora tra le favorite nei pub dell'"Isola Smeralda", oltre che ricercata anche dai turisti per il fatto che sia venduta quasi esclusivamente in Irlanda.
Da notare che, forse a seguito di evoluzioni dialettali, nella pronuncia del nome, l 'W' sparisce. In Irlanda, è generalmente chiamata 'Smithicks', ma il più delle volte si sente richiederla nei pub come 'Smitticks', 'Smidicks' o 'Smeth-icks'. La pronuncia varia a seconda delle zone d'Irlanda a causa dei vari slang. Negli Stati Uniti, 'Smithicks' è il nome più usato, mentre 'Smiddicks' prevale in Canada.
Originariamente venivano fermentate nella St Francis tre tipi di birra, oggi sono due:
- La Smithwick's Draught è la Smithwick's per eccellenza, di color rubino con cappello di schiuma poco spesso ma stabile. Sebbene meno famosa della celebre Guinness, la Smithwicks è spesso indicata come la 'localmente preferità dagli irlandesi che frequentano i pub. Nonostante sia stata per decenni prerogativa esclusivamente irlandese, nel 2004 la Diageo PLC ha iniziato la distribuzione negli USA. La Smithwick's era stata, inoltre, commercializzata anche in Canada qualche anno prima con molto successo. Dal 2012 è cominciata la distribuzione anche in Italia.
- La Kilkenny Cream Ale è simile alla Smithwick's Draught, ma ha una parte superiore molto cremosa più simile alla Guinness e un sapore molto più forte ed amaro. All'inizio la 'Kilkenny' doveva essere semplicemente una Smithwick's un po' più forte destinata al mercato europeo e canadese. Tuttavia in poco tempo, oltre al nome, scelto perché l'originale Smithwick's era piuttosto difficile da pronunciare, risultò differente anche il gusto, portando a una birra completamente differente. La Kilkenny Cream è venduta anche in Italia.
- La Smithwick's Barley Wine, infine, non è più prodotto a Kilkenny, ma nella Macardle Moore Brewery di Dundalk, sempre di proprietà della Guinness.
- La Smithwick's ale (stata premiata con sette etichette di qualità Oro da Monde Selection)[1]

## La birreria

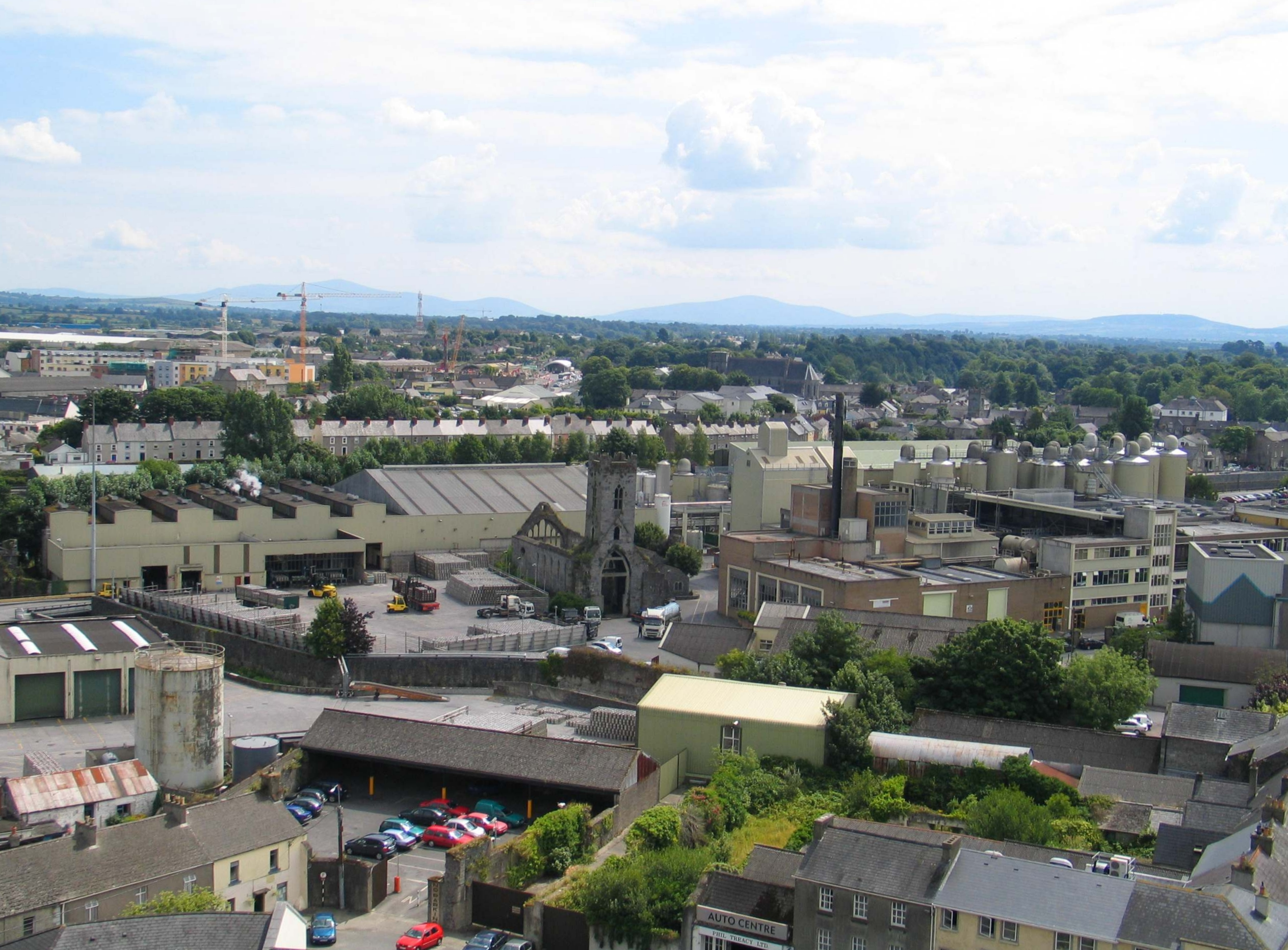
Birreria St.Francis Abbey
Ben visibili anche i resti dell'abbazia francescana

Il nome attuale dello stabilimento è Birreria St. Francis Abbey (St Francis Abbey Brewery), conosciuta in passato proprio come 'Smithwicks Brewery' fino al 2000 circa, e fondata nel 1710 da monaci francescani.
Successivamente passò in mano a John Smithwick, che diede il nome alla birreria e al tipo di birra prodotta. All'interno dello stabilimento rimangono, infatti, le rovine dell'abbazia francescana collegata all'antica birreria. Smithwick's è il maggior produttore di birra ale in Irlanda.
Già della Irish Ale Breweries, fu acquistata nel 1965 dalla Guinness ed è tutt'oggi un ramo di quest'ultima, che a sua volta fa parte negli ultimi anni della Diageo.
La Birreria St. Francis Abbey (Smithwick Brewery) continuerà a produrre l'omonima birra fino a dicembre 2013, data in cui l'impianto verrà chiuso. La produzione della Smithwick verrà dunque spostata negli impianti di St James's Gate a Dublino.